# Athetis xantholopha
Athetis xantholopha là một loài bướm đêm trong họ Noctuidae.